# Jens Kestner

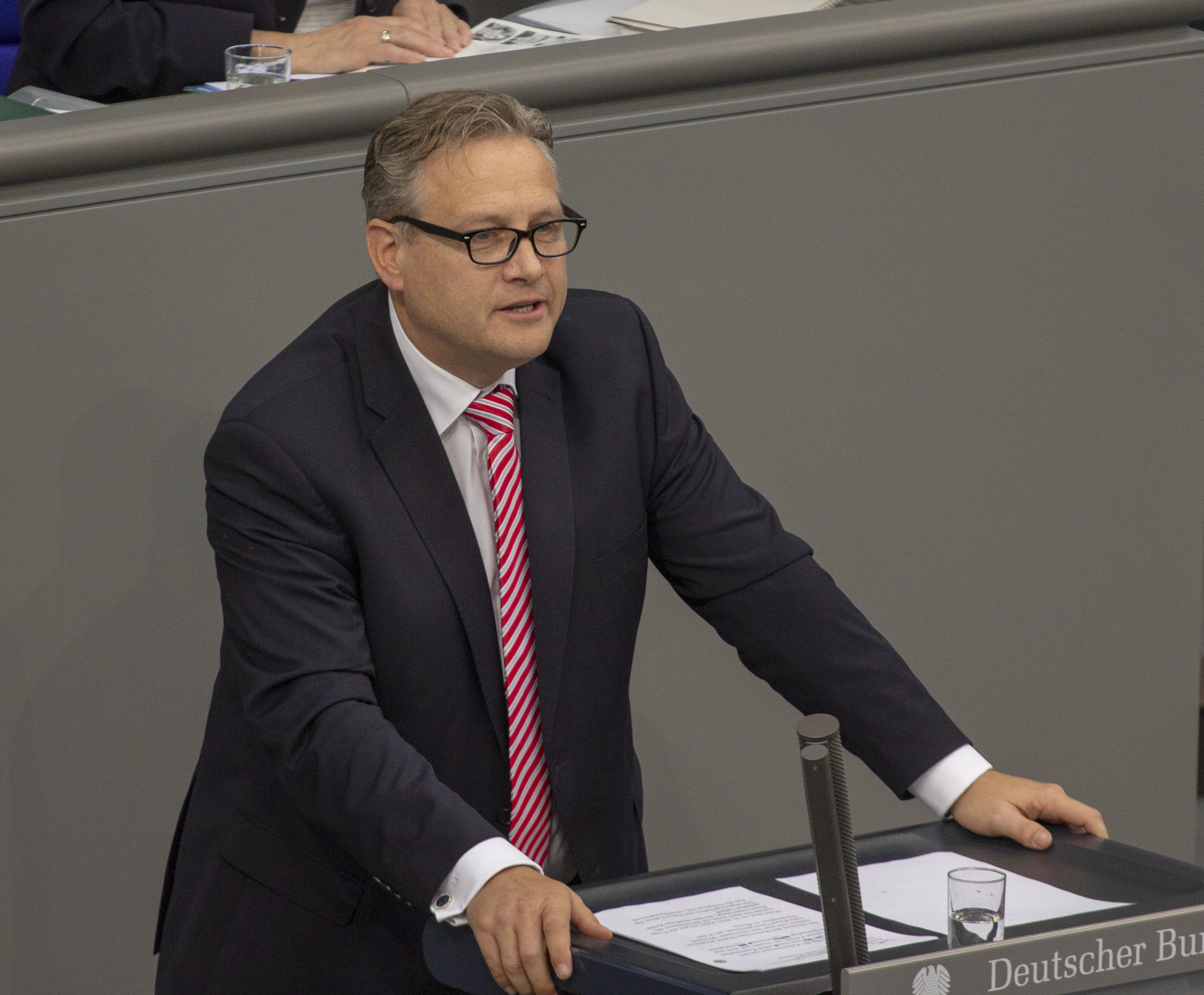
Jens Kestner (2019)

Jens Kestner (* 25. Dezember 1971 in Northeim) ist ein deutscher Politiker (AfD). Er war von 2017 bis 2021 Mitglied des Deutschen Bundestages. Von September 2020 bis Mai 2022 war er Landesvorsitzender der AfD Niedersachsen.

## Leben
Kestner startete seinen beruflichen Werdegang im Handwerk und absolvierte eine Ausbildung zum Zentralheizungs- und Lüftungsbauer. 1996 trat er seinen freiwilligen Dienst in der Laufbahngruppe der Unteroffiziere bei der Bundeswehr an. Nach diversen Auslandseinsätzen beendete er 2004 seine Dienstzeit bei der Bundeswehr als Oberfeldwebel der Panzertruppe. Danach wechselte er in das Bestattungsgewerbe mit der Gründung eines eigenen Bestattungsunternehmens.
Kestner ist seit 2019 verheiratet.

## Politik
Nach eigenen Aussagen war Kestner 2000 kurzzeitig Mitglied in der Christlich Demokratischen Union. 2014 trat er in die Partei Alternative für Deutschland ein. Er ist Mitglied des Kreisverbandes Northeim der AfD und gehört seit dieser Zeit dem dort zugehörigen Vorstand an. Seit der Kommunalwahl in Niedersachsen im September 2016 ist Kestner Mitglied des Stadtrates und des Kreistages Northeim. Bei den Kommunalwahlen im September 2021 wurde er abermals in beide Gremien gewählt.
Ab dem Frühjahr 2017 war er der erste Generalsekretär der AfD Niedersachsen. Bis kurz vor der Bundestagswahl war nicht klar, ob die Niedersachsen-AfD überhaupt an der Wahl würde teilnehmen dürfen. Ende Juli gab die Wahlleiterin die AfD-Liste frei.
Kestner konnte am 24. September 2017 über die Landesliste zur Bundestagswahl in den neunzehnten deutschen Bundestag einziehen. Seine Direktkandidatur im Bundestagswahlkreis Goslar – Northeim – Osterode blieb erfolglos. Für die AfD-Fraktion im Bundestag ist er Mitglied im Verteidigungsausschuss und stellvertretendes Mitglied im Ausschuss für wirtschaftliche Zusammenarbeit und Entwicklung. Zudem ist er Stellvertreter in der Parlamentarische Versammlung der NATO.
Kestner gilt als Anhänger des Flügels, einer Parteigruppierung, die durch das Bundesamt für Verfassungsschutz als rechtsextrem eingestuft wurde. Kestner beschwerte sich auf Facebook, dass im Fernsehen „Homosexualität als etwas Normales, ja sogar Wünschenswertes, präsentiert“ werde, und kritisierte die Fernsehsendung Lindenstraße dahingehend, dass diese eine „Werbetrommel für Gender und Multi-Sexualität“ und eine „Plattform für jedwede Akzeptanz illegaler Zuwanderung“ sei.
Zudem fordert Kestner, dass auf der Straße und mit Protestaktionen für die Politik der Partei gekämpft werden müsse. Dies habe jedoch, wie er sagte, nichts mit aggressiven Tönen zu tun. In Bezug auf die Corona-Regeln der Bundesregierung meinte Kestner, diese seien von oben so verordnet, „um uns zu kontrollieren und die Macht der Altparteien zu erhalten“. In Anspielung auf die Corona-Proteste im August 2020 in Berlin (mit dem Sturm auf den Reichstag durch Rechtsextreme) sagte er, es sei gut gewesen, in Berlin „für unsere Rechte und unsere Freiheit“ auf die Straße gegangen zu sein.
Am 12. September 2020 löste Kestner nach einer Kampfkandidatur Dana Guth im Landesvorsitz der AfD Niedersachsen ab.
Im Dezember 2020 trat Kestner bei der Aufstellungsversammlung der AfD Niedersachsen für den zweiten Listenplatz der Landesliste zur Bundestagswahl 2021 an, unterlag dort aber dem Kandidaten Frank Rinck. Für einen der folgenden Plätze stellte er sich nicht erneut zur Wahl. Im Goslarer Wahlkreis war Kestner erneut unterlegener Direktkandidat.
Der Bundesvorstand der AfD beabsichtigte, Kestner aus der Partei ausschließen. Beim Landesparteitag 2022 der niedersächsischen AfD, der in einem Zelt in Hannover stattfand, trat Kestner zur Wahl des Ersten Vorsitzenden nicht mehr an. An seiner Stelle wurde der Bundestagsabgeordnete Frank Rinck gewählt.
Auf dem AfD Europaparteitag in Magdeburg wurde Kestner am 4. August 2023 auf den als aussichtsreich geltenden Listenplatz 17 für die Europawahl 2024 gewählt.
Kestner gehört seit Ende 2022 dem Landesverband der AfD in Sachsen-Anhalt an, durch Verlagerung seines Lebensmittelpunktes in die Einheitsgemeinde der Stadt Teuchern.
Bei den Kommunalwahlen am 9. Juni 2024 in Sachsen-Anhalt wurde Kestner in den Stadtrat der Einheitsgemeinde Stadt Teuchern sowie in den Kreistag des Burgenlandkreises gewählt.